# Tarapith
Tārāpīṭh é uma pequena cidade templo perto de Rampurhat, no distrito de Birbhum do estado hindu de Bengala Ocidental, conhecida pelo seu templo tântrico e pelos seus terrenos de cremação (Maha Smashan) adjacentes, onde são realizados vários rituais sādhanā (rituais tântricos). O templo tântrico hindu é dedicado à deusa Tara, uma temível deusa (Devi) de aspecto tântrico. Tarapith deriva o seu nome a partir da associação como o mais importante centro de adoração e de culto a Tara.